# Atarbolana exoconta
Atarbolana exoconta is een pissebed uit de familie Cirolanidae. De wetenschappelijke naam van de soort is voor het eerst geldig gepubliceerd in 1987 door Bruce & Javed.